# Кольденбюттель
Кольденбюттель (нім. Koldenbüttel) — громада в Німеччині, розташована в землі Шлезвіг-Гольштейн. Входить до складу району Північна Фризія. Складова частина об'єднання громад Нордзе-Трене.
Площа — 25,76 км2. Населення становить 907 ос. (станом на 31 грудня 2020).

## Галерея

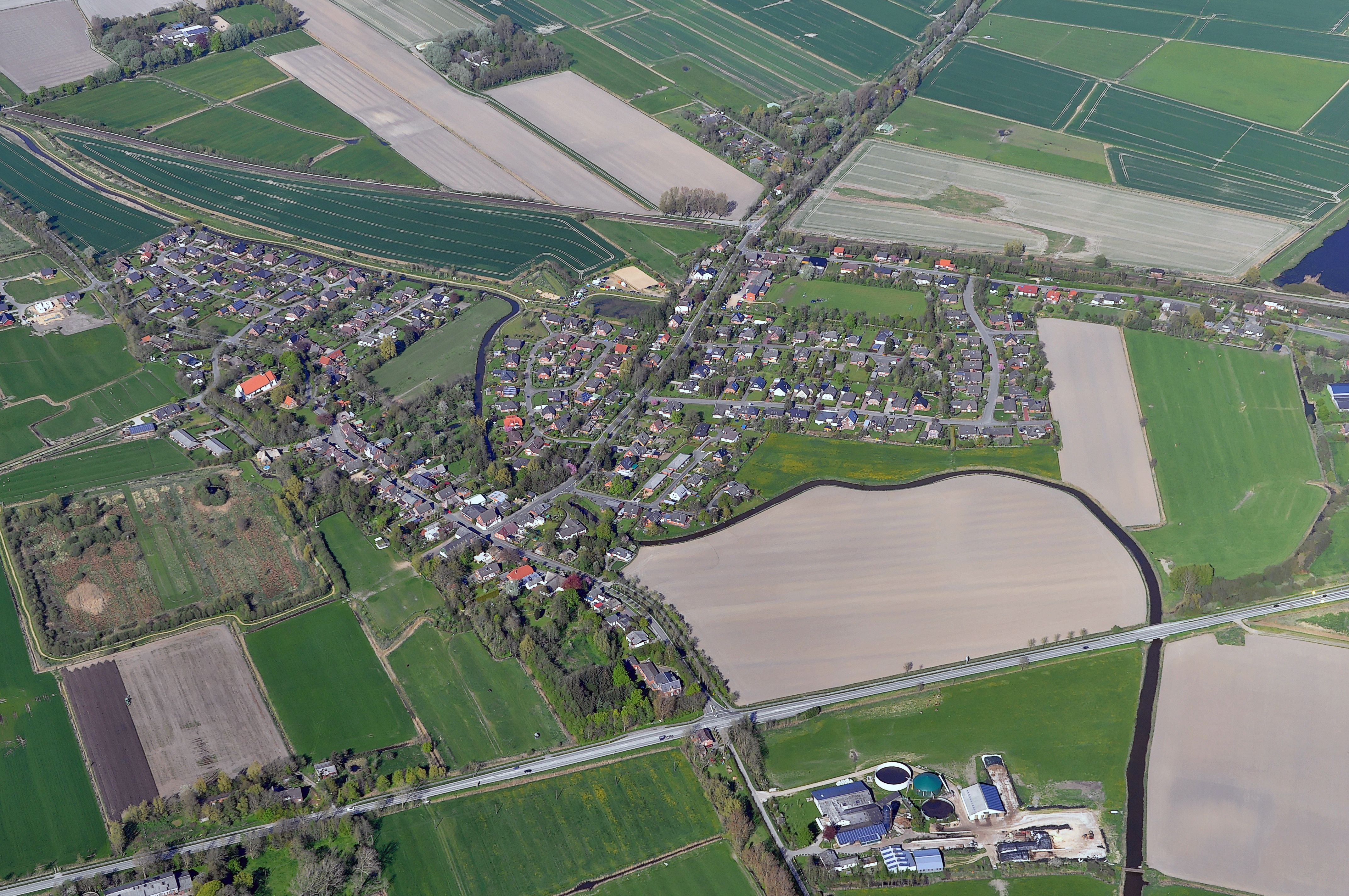
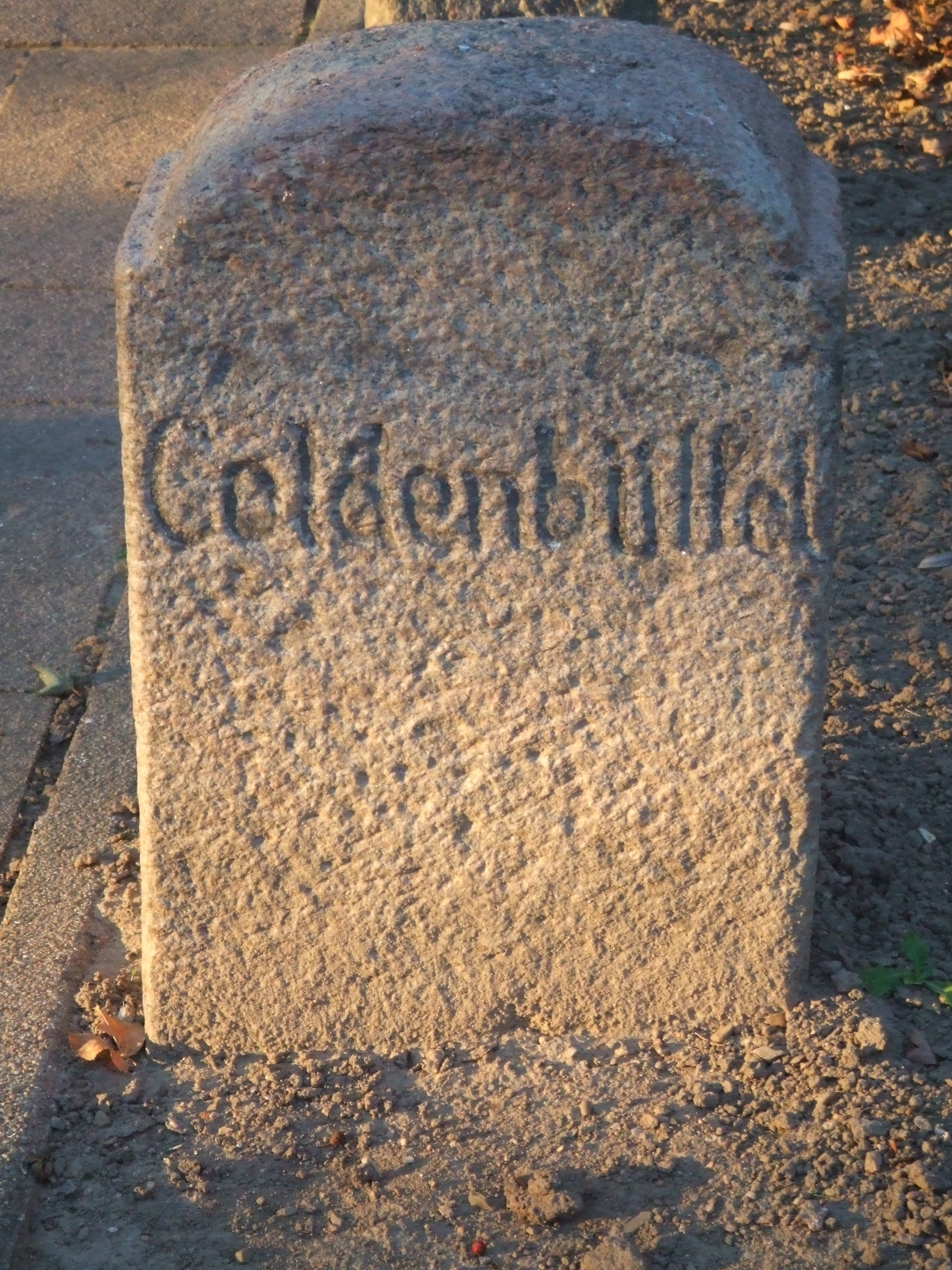